# Línea púrpura
La línea púrpura es la línea de demarcación entre Israel y Siria tras la Guerra de los Seis Días en 1967. En el periodo 1967-1973 esta línea fue un paso de penetración de grupos terroristas árabes.

## Historia

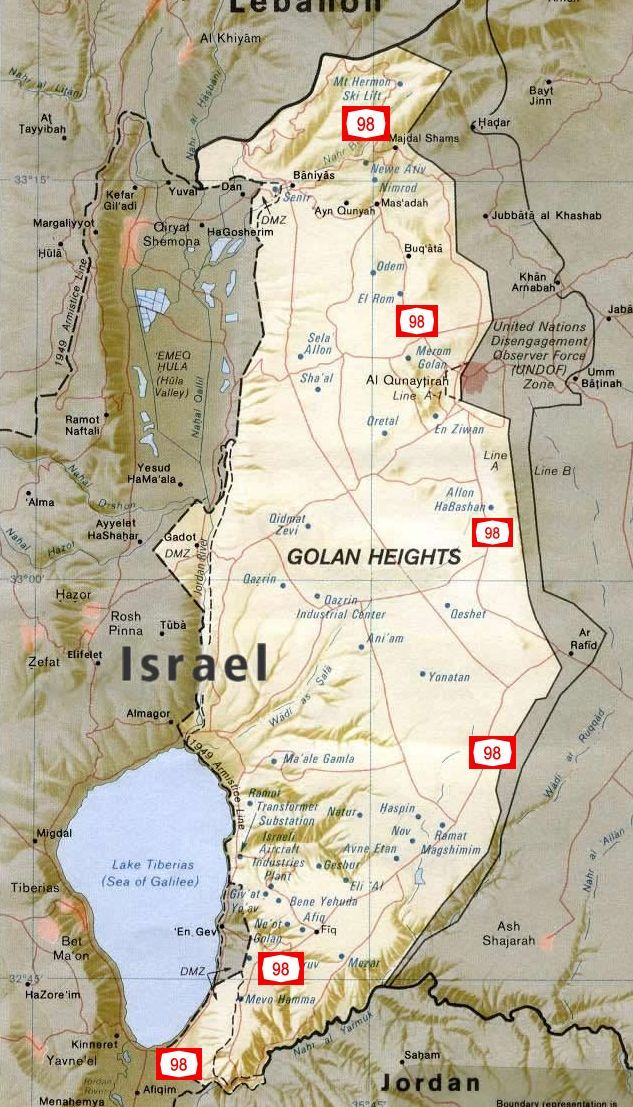
Altos del Golán

El 27 de septiembre de 1941 Francia concedió la independencia a Siria y recién en abril de 1946 las tropas francesas evacuaron el país. El 14 de mayo de 1948, los británicos se retiraron de Israel tras la declaración de independencia del Estado judío. Al día siguiente, el 15 de mayo, las fuerzas sirias participaron de una coalición de ejércitos de cinco países árabes, invadiendo al flamante Estado dando inicio a la Guerra de independencia de Israel. El 20 de julio de 1949 fueron firmados los acuerdos de armisticio y una frontera provisional entre Siria e Israel se delineó sobre la base de la frontera internacional demarcada en 1923 en la Conferencia de San Remo.
Durante la primavera de 1951 las fuerzas sirias e israelíes se enfrentaron en numerosas ocasiones. Las hostilidades cesaron el 15 de mayo de ese mismo año, con la intervención del Consejo de Seguridad de las Naciones Unidas.
En junio de 1967 después de enfrentarse y derrotar a una coalición de países árabes, entre los cuales se encontraban Siria, Jordania y Egipto, en la Guerra de los Seis Días, Israel capturó las dos terceras partes de los Altos del Golán, incluyendo su principal ciudad, Quneitra. La línea de alto el fuego resultante (llamada "Línea púrpura", tal como se dibuja en los mapas de la ONU) fue supervisada por varios puestos de observación integrados por observadores militares del Organismo de las Naciones Unidas para la Vigilancia de la Tregua (ONUVT), convirtiéndose en la nueva frontera efectiva entre Israel y Siria.
En un sorpresivo ataque que consistió en un ataque masivo con acorazados, los sirios cruzaron la Línea púrpura de los Altos del Golán durante la guerra de Yom Kipur en 1973. Después de varios días de duros combates en el Golán, las fuerzas invasoras sirias fueron rechazadas, viéndose obligadas a retornar a Siria. Tras la huida de los sirios, Israel penetró en territorio sirio, conquistando territorio más allá de la Línea púrpura. En el momento en que el alto el fuego fue alcanzado, las Fuerzas de Defensa de Israel se encontraban a 40 kilómetros de Damasco. En las negociaciones posteriores a la guerra, Israel y Siria acordaron el 31 de mayo de 1974 a retirar sus respectivas fuerzas en los Altos del Golán tras la línea púrpura. El mismo día se estableció una zona de amortiguamiento administrada por las Naciones Unidas, estableciéndose la Fuerza de las Naciones Unidas de Observación de la Separación (FNUOS) después de la adopción de la Resolución 350 del Consejo de Seguridad de la ONU.